# ららぽーと上海金橋
ららぽーと上海金橋(ららぽーとしゃんはいきんきょう)は、中華人民共和国の上海市浦東新区にある三井不動産商業マネジメントが経営するショッピングセンターである。また本施設は、海外で初のららぽーととなっている。

## 概要
本施設は、上海市の中でも急速な発展を続けている浦東エリアに位置している。また、本施設は三井不動産商業マネジメントの手掛ける施設では中国本土第1号店となる。他にも同じ上海市内には三井ショッピングパーク ららステーション上海蓮花路が2021年内に開業予定となっている。

## 店舗概要
浦東地区の副都心に出店し、「折り紙」を取り入れたオリジナリティあふれるデザインになっている。なんといっても注目すべきは、正面玄関に佇んでいる実物大フリーダムガンダム立像である。全高18mある巨大な像が、来店する人々を迎え入れている。またモール内には、中国本土2店舗目となるTHE GUNDAM BASEが入居している。
本施設には、中国国内で多く出展されているユニクロやニトリなどのアパレル店舗やアディダスやハッシュパピーなどの世界的なブランドが入居している。飲食店舗では現在世界進出に力を入れている、Coco壱番屋が入居している。ただ、プレオープンの状態のため全体の6割程度しかテナントが入居していない。

## 交通アクセス
当施設周辺は交通網が発達しており、バス・鉄道・高速道路どの手段を使っても快適にアクセスすることができる。ただ駐車場の台数が1,000台と少ないため、公共交通機関を利用することをお勧めする。

## 周辺施設
- 上海新国際博覧中心 - アジアで2番目の規模を持つ国際展示場